# Cureus
Cureus, noto anche come Cureus Journal of Medical Science, è un quotidiano di medicina generale sottoposto a revisione paritaria pre e post-pubblicazione. Fondata nel 2009 col nome di  PeerEMed, nel 2012 assunse la sua attuale denominazione. Fu la prima rivista accademica a fornire agli autori modelli guidati passo-passo da utilizzare per scrivere i propri articoli.
La rivista si caratterizza per un processo di revisione paritaria particolarmente celere, della durata di pochi giorni. Una volta pubblicati gli articoli, essi possono ricevere commenti da qualsiasi utente. I commenti ricevono a loro volta un rating in base all'autorevolezza ed esperienza dei loro autori.
Nel 2015, il fondatore John R. Adler dichiarò a Retraction Watch: «Sì Cureusha un processo di revisione insolitamente veloce, che è una parte importante della filosofia della rivista. Riteniamo che la revisione tra pari dopo la pubblicazione, un punto focale del nostro periodico attraverso i commenti e il nostro esclusivo processo di SIQ, sia potenzialmente un modo più potente per discernere la verità».